# Fanipal'
Fanipal' (in bielorusso Фаніпаль?; in russo Фаниполь?, Fanipol') è una città della Bielorussia.

## Dati generali e la storia
Fanipal' si trova a 24 km da Minsk verso sud-ovest ed a 13 km dal centro del distretto Dzjaržynsk.

## Economia
L'impresa principale è lo stabilimento di Stadler Rail AG (Svizzera). La costruzione dello stabilimento è iniziata il 4 ottobre 2012. Negli ultimi anni la società è diventata il produttore dei treni ferroviari FLIRT, KISS, treni per metropolitana e tram Metelitsa.